# Čičava
Čičava (in ungherese Csicsóka) è un comune della Slovacchia facente parte del distretto di Vranov nad Topľou, nella regione di Prešov.